# 范筱梵
范筱梵（英語：Nana，1979年5月7日—），台灣女演員，早期擔任平面模特兒拍攝雜誌、廣告、MV，國中時期拍攝電影《熱帶魚》，2000年主演電影《命帶追逐》後來拍攝《第一次的親密接觸》飾演輕舞飛揚(拍完被換角) ，2002年以電視劇《麻辣鮮師》中「小孟」(楚孟倩)一角竄紅，2009年獲選FHM男人幫百大美女第48名，2010年1月參加電視節目《金曲超級星》比賽圓歌手夢，因太過於緊張而被淘汰。

## 私人生活
2011年11月11日秘密登記結婚，2012年3月2日公開承認結婚嫁給梅森麦喆互動創意行銷創始人王春甡，育有2子，2012年結婚後淡出演藝圈移民泰國生活，2018年婚姻開始傳出警訊，2021年私人臉書改為單身，2022月4月與兒子回台灣居住，2022年7月回歸演藝圈第一個通告醫師好辣，2022年8月17日七夕情人節離婚恢復單身。

## 影視作品

### 電視劇
| 撥出時間       | 播出頻道           | 劇名                                  | 飾演            |
| -------------- | ------------------ | ------------------------------------- | --------------- |
| 1997年         |                    | 台北愛情故事                          |                 |
| 1998年         |                    | 我17歲-游向大海的淡水魚               |                 |
| 2000年7月1日   | 華視               | 麻辣鮮師                              | 楚孟倩(小孟)    |
| 2002年7月5日   | 中視               | 麻辣高校生                            | 楚孟倩(小孟)    |
| 2002年11月15日 | 中視               | 天下無雙                              | 楚孟倩(小孟)    |
| 2003年5月2日   | 中視               | 慾望六人行                            | 陳美足(Judy)    |
| 2003年9月3日   | 台視               | 王牌天使                              | 康佳玲          |
| 2004年         |                    | 愛情來了                              | 程婕            |
| 2004年6月3日   | 中視               | 女人要有錢                            | Rose            |
| 2004年7月22日  | 東森戲劇台         | 我的寵物老公                          | 周邵婷          |
| 2005-2008年    | 華視               | 莒光園地短劇                          | 多次演出短劇    |
| 2005年6月8日   | 東森戲劇台         | 艾曼紐要怎樣                          | 趙小薇          |
| 2005年6月6日   | 中視、東森戲劇台   | 惡魔在身邊                            | 辛莉香          |
| 2006年7月21日  | 中視、中天綜合台   | 國光異校                              | 徐思樂          |
| 2006年9月20日  | 東森戲劇台         | 哈啦教父                              | 林晴            |
| 2007年         | 公視               | 人生劇展《我家有張協商桌》            | 張盈盈          |
| 2008年4月13日  | 公視               | 人生劇展《不愛練習曲》                | 李淑惠          |
| 2008年6月20日  | 華視               | 莒光園地短劇－蛻變                    | 麗容            |
| 2008年12月14日 | 緯來電影台         | 緯來自製電視電影鬼情書                | 曉芸(光頭女鬼)  |
| 2009年         |                    | 0313                                  |                 |
| 2009年         |                    | 十年過後迴盪的老歌                    | 娜娜            |
| 2009年8月7日   | 台視、三立都會台   | 那一年的幸福時光                      | Maggie          |
| 2010年3月28日  | 公視               | 人生劇展《尋鬼記》                    | 李繡            |
| 2010年10月9日  | 公視               | 死神少女                              | 楊倩倩          |
| 2010年10月30日 | 大愛               | 大愛劇場《一閃一閃亮晶晶》            | 王慧貞          |
| 2010年11月1日  | 台視               | 家有四千金                            | 吳夏天          |
| 2011年3月17日  | 華視               | 莒光園地短劇－晴天                    | 心輔官          |
| 2011年4月22日  | 台視               | 我的完美男人                          | 費娜            |
| 2011年4月27日  | 中天娛樂台         | 戀戀阿里山                            | 陳愛蓮          |
| 2011年10月28日 | 中視、壹電視綜合台 | 真的漢子                              | 靈朴子(徐清芳） |
| 2011年11月21日 | 大愛               | 大愛長情劇展-家的故事系列《珍愛情緣》 | 許勤珍          |
| 2011年12月22日 | 華視               | 莒光園地短劇－時針與分針              | 心輔官-張翠英   |
| 2012年6月14日  | 華視               | 莒光園地短劇－擁抱分合                | 心輔官-陸本瑜   |
| 2012年7月8日   | 民視、八大綜合台   | 原來愛.就是甜蜜                       | 李若雲          |

### 電影
| 年份   | 劇名               | 飾演     |
| ------ | ------------------ | -------- |
| 1995年 | 熱帶魚             | 國中美女 |
| 2000年 | 命帶追逐           | EIKO     |
| 2009年 | 愛到底華山 24'     | 雲姊     |
| 2012年 | 南方小羊牧場       | 小羊母親 |
| 2018年 | 命帶追逐數位修復版 | EIKO     |

## 主持
| 撥出年份 | 播出頻道   | 節目       | 備註           |
| -------- | ---------- | ---------- | -------------- |
| 2005年   | 超視       | 超級好康A  |                |
| 2005年   | 八大綜合台 | 娛樂百分百 | 2005年代班一集 |

## 音樂作品

### 專輯
| 年度   | 專輯               | 歌曲                 |
| ------ | ------------------ | -------------------- |
| 2002年 | 麻辣鮮師電視原聲帶 | 青春真偉大.換季.束縛 |

### MV
| 歌手                     | 歌曲           |
| ------------------------ | -------------- |
| 張宇                     | 千金難買       |
| 張宇                     | 不過少個人來愛 |
| 張宇                     | 整個八月       |
| 脫拉庫                   | 我愛夏天       |
| 脫拉庫                   | 雨             |
| 脫拉庫                   | 大太陽         |
| 齊秦                     | 我拿什麼愛你   |
| 周華健                   | 有故事的人     |
| 許美靜                   | 你抽得煙       |
| 周杰倫                   | 三年二班       |
| 麻辣鮮師師生             | 青春真偉大     |
| 范筱梵.後藤希美子.林利霏 | 換季           |
| BAD                      | 我的錯         |
| HOMIES                   | 針與針         |
| 鄧紫棋                   | A.I.N.Y.(愛你) |
| 王識賢                   | 傷心的喜酒     |

## 榮譽
- 2009年FHM全球百大性感美女第48名 票數9452
- 2010年FHM全球百大性感美女第111名 票數1441

## 演唱會
- 2011年4月15日台北小巨蛋愛在四月天讓愛發光

## 代言
| 年份   | 頻道       | 商品                             |
| ------ | ---------- | -------------------------------- |
| 2009年 | 東森購物台 | 露絲貝爾極緻淨白霜               |
| 2010年 | MOMO購物台 | 日本放大媚眼極黑持久防水眼線膠   |
| 2010年 | MOMO購物台 | (爆盛炸裂)無限濃密纖長防水睫毛膏 |

## 廣告
台灣
- 自立晚報
- 十豐食品 紅牌蛋蜜奶茶
- 統一企業 統一心情故事(打電話不出聲篇)
- 保力達 保力達檸檬C
- 舒妃髮雕露
- 桂冠食品 桂冠火鍋料
- 誠泰銀行 Hello Kitty信用卡
- 司迪麥 橘色司迪麥、紅色司迪麥、紫色司迪麥
- 統一企業 統一淡優酪
- 宏亞食品 禮坊喜餅 愛妳比永遠多一天
- 百吉紅豆牛奶冰棒
- 味全食品 貝納頌
- 黑松公司 韋恩咖啡
- 台灣氰胺 立達良藥
- 聯邦商業銀行信用卡 閃靈刷手
- 費列羅 金莎巧克力
- 嬌生 可伶可俐洗面露
- 皇家可口 杜老爺情人果脆冰棒
- 美吾髮 美吾髮洗髮乳
- 光泉牧場 光泉大好活菌多
- New Power踢踏鞋
- 封神演義ONLINE
- 天龍八部ONLINE
- 台北縣政府 台北縣路平專案
- 味全食品 蔬果579

中國
- 統一企業 統一冰紅茶
- 今麥郎飲品 今麥郎礦泉水

## 外部連結
- 范筱梵的Facebook專頁
- 范筱梵的新浪微博
- 范筱梵的Instagram帳戶
- 范筱梵在香港影庫上的簡介
- 華文影史庫 范筱梵 簡介 （页面存档备份，存于）